# Alabandos
Alabandos (en grec antic Ἀλάβανδος) va ser, segons la mitologia grega, un heroi de Cària, fill d'Evip i Cal·lírroe, encara que segons algunes fonts la mare s'anomenava Car.

## Mitologia
Alabandos va ser el fundador de la ciutat d'Alabanda, i després de la seva mort, els habitants de la ciutat el van venerar com un déu. Ciceró cita al músic Estratònic d'Atenes que va dir: "Deixem que Alabandos sigui el meu enemic, però que Hèrcules en sigui el seu", ja que se n'havia cansat de les alabances que els caris feien de manera incessant al seu mític fundador i negligien les divinitats romanes, com ara Hèrcules, que a Alabanda menyspreaven.
Es desconeix el nom real d'Alabandos, ja que segons Esteve de Bizanci, el nom li vindria de les paraules en llengua cària ala, que vol dir cavall, i banda, que significa victòria, referint-se potser a una victòria bèl·lica amb les forces de cavalleria, o potser aconseguida en una cursa de cavalls. De fet algunes vegades se li donava el nom d'Hipponicus.